# Kate Austen
Kate Austen, nome completo Katherine Anne Austen, è un personaggio della serie televisiva Lost, interpretato da Evangeline Lilly.
Nella storia Kate è un personaggio difficile con un passato complicato e segreto da svelare: è una criminale ricercata dalla polizia e dall'FBI.

## Biografia

### Prima dello schianto
Nata e cresciuta nello Iowa, Kate è figlia della cameriera Diane Janssen e di Sam Austen, sergente maggiore del 75º Ranger Regiment e veterano della guerra del Golfo. Quando Kate ha cinque anni i suoi genitori divorziano e Diane sposa un uomo violento e alcolizzato di nome Wayne Janssen. Quando è ancora una bambina Kate viene scoperta a rubare in un negozio, ma la fa franca poiché Jacob si offre di pagare la merce rubata; Jacob chiede a Kate di non rubare mai più. Molti anni dopo Kate uccide Wayne dopo aver scoperto che era il suo padre biologico, omicidio che confessa alla madre prima di sparire. Diane chiama le autorità, così Kate viene arrestata e scortata dallo sceriffo Edward Mars. Kate riesce temporaneamente a fuggire e va a parlare con Sam, il quale le dice di non averle mai rivelato che Wayne era il suo vero padre perché sapeva che l'avrebbe ucciso.
Kate vola a Miami sotto lo pseudonimo di "Monica", dove presto sposa un ufficiale di polizia chiamato Kevin Callis. A seguito di un pericolo di gravidanza scampato e dell'acquisto da parte di Kevin di due biglietti della Oceanic per la Costa Rica per la loro luna di miele, Kate confessa a Kevin il suo passato da fuggitiva e corregge il suo caffè con un sedativo prima di sparire. Dopo mesi di spostamenti lungo gli Stati Uniti sotto diversi falsi nomi, Kate apprende che Diane è affetta da cancro, così decide di andarla a visitare. Kate chiede aiuto al suo amico d'infanzia Tom Brennan che organizza un incontro tra Kate e Diane. Quando Kate prova a scusarsi con lei, Diane inizia ad urlare di paura, costringendo Kate e Tom a lasciare velocemente l'ospedale. Un agente di polizia spara però verso la loro auto, uccidendo Tom e costringendo Kate a fuggire a piedi dal luogo dell'incidente.
Mesi dopo Kate organizza insieme ad alcuni criminali una rapina nel Nuovo Messico per rubare la cassetta di sicurezza dove si trova l'aeroplanino giocattolo di Tom. Successivamente Kate vola in Australia dove, mentre dorme in un ovile, viene scoperta da un agricoltore di nome Ray Mullen. Presentandosi come una escursionista canadese, Kate lavora nella fattoria per tre mesi. Quando Ray scopre che Kate è una fuggitiva la denuncia per incassare la taglia di 23000$. Scortata dallo sceriffo Mars, Kate si imbarcherà sul volo 815 della Oceanic Airlines diretto a Los Angeles che precipiterà sull'isola.

### Dopo lo schianto

#### Prima stagione
Dopo essere sopravvissuta allo schianto, Kate si imbatte in Jack Shephard, che vuole che la ragazza gli cucia una ferita alla spalla. Quella notte i due esplorano l'area interna dell'isola alla ricerca area della cabina di pilotaggio dell'aereo, accompagnati da Charlie. Una volta lì vengono però sorpresi dall'apparizione del "mostro", che uccide il pilota. Dopo il ritorno alla spiaggia si unisce ad altri sopravvissuti per accompagnare Sayid nel suo tentativo di migliorare la ricezione di un messaggio disturbato. Dopo essere ritornata, Kate esamina le condizioni dello sceriffo Marsh, che tenterà di strangolarla. Successivamente si trova a parlare con lo sceriffo, che le chiederà di ucciderlo; ella chiede a Sawyer di farlo, ma quest'ultimo fallisce peggiorando solo le condizioni di Mars e costringendo Jack a farlo lui. Quando Jack scopre delle grotte naturali nell'isola e propone di trasferirsi là, Kate decide di rimanere alla spiaggia. Successivamente, quando Sawyer viene torturato da Sayid per farsi dire dove ha messo gli inalatori per l'asma di Shannon che molti credono abbia lui, quest'ultimo dice a Kate che le rivelerà dove essi si trovino solo dopo che l'avrà baciato. Dopo il bacio, Sawyer le dice che non li ha lui.
Quando scopre la valigetta dello sceriffo, lei e Sawyer lottano per averne il possesso, ma Kate chiede aiuto a Jack per risolvere la faccenda, il quale decide che apriranno la cassetta insieme. Kate continua ad avere un atteggiamento di aiuto al campo, e si unisce al gruppo che andrà alla ricerca dei rapiti Claire e Charlie e che tornerà solo con quest'ultimo. Quando, due settimane dopo, Claire ritorna, Kate collabora anche nella cattura di Ethan. Mentre si trova alle grotte con Jack, viene incaricata di andare a recuperare l'alcol quando arriva Locke che trasporta Boone ferito mortalmente. Kate fa una deviazione quando scopre nella giungla Claire avere le doglie, trovandosi costretta a far partorire il bambino senza l'aiuto di Jack.
Quando la Rousseau arriva alla spiaggia per avvertire i sopravvissuti dell'imminente arrivo degli Altri, questa conduce Kate, Jack, Locke, Hurley e Arzt alla Roccia Nera per recuperare la dinamite da portare alla botola scoperta nella giungla. Una volta fatta esplodere la botola, lei e gli altri scrutano dentro.

#### Seconda stagione
Kate scende per prima all'interno della botola, seguita poco dopo da Locke. Una volta dentro viene bloccata da Desmond. Kate si introduce in un condotto di aerazione ed arriva in una stanza con un computer, si arma con un fucile e riesce a sopraffare Desmond dopo l'arrivo di Jack. Ella danneggia il computer con un colpo partito accidentalmente, causando il panico in Desmond che fugge via. Kate farà parte del turno a rotazione per digitare i numeri nel computer. Mentre sta raccogliendo della frutta Kate vede un cavallo nero come quello che aveva provocato l'incidente stradale grazie a cui era riuscita a fuggire dallo sceriffo Mars, prima di precipitare sull'isola. Quando ritorna al bunker, in preda alle allucinazioni crede che Wayne stia comunicando con lei attraverso Sawyer e sembra iniziare ad uscire fuori di testa, lasciando il Cigno confusa. Alla fine tornerà al Cigno per prendersi cura di Sawyer e gli confesserà parzialmente il suo delitto credendo di parlare con Wayne. Quando Michael va alla ricerca di suo figlio Walt con Jack, Locke e Sawyer, Kate decide di seguirli di nascosto, ma viene catturata dagli Altri. Così, quando Jack si rifiuta di accondiscendere alla richiesta di Tom di consegnare le armi, quest'ultimo mostra Kate presa in ostaggio costringendo gli uomini ad arrendersi.
Quando il bambino di Claire si ammala, Kate si unisce a lei in una spedizione nella giungla per andare a cercare la Rousseau e chiederle aiuto. Le tre si inoltrano nella giungla, dove scoprono la stazione Caduceo. Successivamente, Kate e Jack scoprono un misterioso carico di cibo nella giungla. I due ritornano al Cigno, dove l'ostaggio "Henry Gale" si è rivelato essere un impostore. In seguito, Kate e Jack ritornano nella linea di confine dove hanno incontrato gli Altri per proporre loro uno scambio di ostaggi tra Ben e Walt. I due si accampano per la notte ed improvvisamente un esausto e ferito Michael sbuca fuori dalla boscaglia. Michael li invita a seguirlo al campo degli Altri quando si sarà ristabilito. Il giorno dopo, Kate, Jack, Sawyer e Hurley accompagnano Michael alla volta del campo degli Altri, ma, traditi da quest'ultimo, subiscono un'imboscata, vengono imbavagliati e condotti al molo dagli Altri.

#### Terza stagione
Kate viene rinchiusa in una gabbia opposta a quella di Sawyer e viene costretta, insieme a quest'ultimo, a lavorare per gli Altri in una cava di pietra sotto il controllo di Pickett. Dopo aver scoperto di trovarsi su un'isola diversa da quella principale (l'isola Idra), Kate e Sawyer hanno un rapporto sessuale senza sapere di essere osservati da Jack attraverso un monitor di sorveglianza. Quando Jack la contatta attraverso la radio di Pickett, la informa di avere un buon vantaggio per fuggire, così lei e Sawyer scappano verso la spiaggia. Li incontrano Alex, che dà loro la sua barca dopo che essi hanno salvato il suo fidanzato Karl che stava subendo il lavaggio del cervello.
Una volta alla spiaggia dell'isola principale, Kate riprende Sayid e Locke per non essersi preoccupati di salvare Jack, quindi va con essi nella giungla e trova la Rousseau, la quale è d'accordo nell'aiutarli dopo aver appreso di sua figlia Alex. I quattro si inoltrano nella giungla, dove scoprono la stazione Fiamma. Li vengono a contatto con Mikhail Bakunin, uno degli Altri, e lo prendono ostaggio. I quattro riprendono il loro cammino arrivando alla baracche degli Altri, dove scorgono Jack che nel frattempo ha socializzato con gli Altri. Quella sera Kate avvicina Jack, ma gli Altri catturano lei e Sayid. Kate viene addormentata con il gas ed il giorno dopo si sveglia nella giungla ammanettata a Juliet. Le due si dirigono alla spiaggia con Jack e Sayid.
Dopo essere ritornati, Kate è ancora diffidente nei confronti di Juliet, specialmente quando quest'ultima instaura una relazione con Jack. Successivamente, apprende dell'arrivo sull'isola di Naomi. In seguito a Kate viene illustrato il piano di Jack e Juliet per affrontare gli Altri dato il loro imminente arrivo. Lei va insieme alla maggior parte dei sopravvissuti verso la torre radio. Durante il tragitto, Sawyer le dice che sta tornando indietro ad aiutare gli altri sopravvissuti alla spiaggia. Il gruppo incappa in Alex e Ben e prende ostaggio quest'ultimo.

#### Quarta stagione
Kate segue la scia di sangue di Naomi fino ad essere attaccata dalla stessa, che improvvisamente muore. Dopo il confronto tra Jack e John, Kate decide di andare con il primo, ma interroga Sawyer quando questi decide di andare con Locke. Successivamente, Kate e Jack fanno l'incontro di Daniel Faraday, paracadutatosi sull'isola, credendo che sia arrivato per salvarli. Dopo aver trovato anche Miles Straume, Kate e Jack conducono i due membri dell'equipaggio del Kahana al corpo di Naomi sotto la minaccia di una pistola.
In seguito, il gruppo trova Frank Lapidus, arrivato sull'isola con l'elicottero. Dopo aver appreso la posizione dell'ultimo membro del team, Charlotte Staples Lewis, Kate accompagna Sayid e Miles alle baracche. Lì vengono però catturati da Locke. Kate decide di rimanere alla baracche, nel tentativo di estrapolare informazioni su quello che si sa di lei nella terraferma a Miles. Miles le dice che le risponderà solo se può prima parlare con Ben, così Kate organizza l'incontro ma viene scovata da Locke. Kate passa la notte con Sawyer e gli dice di non essere incinta; Sawyer si mostra esageratamente sollevato, facendo infuriare Kate che torna alla spiaggia. Quando Sawyer ritorna con Miles e Aaron, ella decide di prendersi cura di Aaron quando Sawyer rivela della sparizione di Claire. Successivamente, Kate e Sayid decidono di seguire Jack e Sawyer, partiti per salvare Hurley, per aiutarli nel caso venissero attaccati dai mercenari di Martin Keamy. I due incontrano però gli Altri, e si uniscono a loro per sconfiggere i mercenari. I Sei della Oceanic e Sawyer, che ha deciso di andare dove va Kate, salgono tutti a bordo dell'elicottero di Lapidus diretto al cargo, ma durante la tratta si scopre che l'elicottero perde carburante e va alleggerito. Decide di sacrificarsi Sawyer che, dopo aver sussurrato a Kate un favore da compiere per lui ed averla baciata, si getta nell'oceano, consentendo ai compagni di proseguire.

### Dopo l'isola

#### Quarta stagione
Dopo essere ritornata, Kate si presenta al suo processo per l'assassinio del padre. Kate incontra la madre a cui restano pochi mesi di vita; quest'ultima le dice di non voler più testimoniare contro di lei a patto che possa incontrare suo nipote. Kate rifiuta il patto, ma Diane vuole riconciliarsi con la figlia e non testimonia comunque a suo sfavore. Al processo le viene proposto l'accordo che prevede dieci anni di probatoria con l'obbligo di non poter lasciare la California, che Kate accetta senza rimpianti dato che adesso ha un figlio a cui badare.

Dopo il processo, Kate inizia una relazione stabile con Jack, il quale recita anche il ruolo di padre di Aaron. La relazione va avanti, e Jack chiede a Kate di sposarlo, la quale accetta felicemente. Il loro rapporto si incrina quando Jack intuisce che Kate sta segretamente svolgendo dei lavori per Sawyer, ed un giorno, dopo un'accesa discussione, Jack abbandona l'appartamento mettendo fine alla loro relazione.

#### Quinta stagione
Kate viene a sorpresa visitata da un avvocato che chiede un campione di sangue di Kate ed Aaron per determinare il loro grado di parentela. Norton, il legale, si rifiuta di rivelare chi sia il suo cliente e Kate nega lui il campione di sangue. Kate va a visitare Sun e rivela all'amica che dei misteriosi avvocati sono andati a trovarla per indagare se Aaron sia veramente suo figlio. Sun la mette in guardia e le dice che il loro intento è solo quello di prendere Aaron, e che Kate dunque dovrà fare qualsiasi cosa per proteggerlo. Così Kate lascia Aaron alle cure di Sun e si reca all'ufficio di Norton; una voltà lì Norton si rifiuta di acconsentire alla sua richiesta di incontrare il suo cliente e la informa perentorio che perderà il bambino. Pertanto Kate e Jack pedinano Norton fino alla casa del suo cliente, il quale si rivela essere Carole Littleton, la madre di Claire. Jack entra nell'appartamento per parlare con la donna, dove si rende conto che lei non è il cliente che Kate sta cercando. In seguito, quando incontra Ben al molo, Kate capisce il cliente è lui.
Kate però si rende conto di non essere in grado di crescere Aaron e decide di lasciarlo a sua nonna Carole prima di imbarcarsi per il volo 316 della Ajira Airways.

### Il ritorno sull'isola nel 1977
Durante il volo, Kate viene colpita da un fascio di luce e finisce, insieme a Jack e Hurley, sull'isola nel 1977. Poco dopo i tre incontrano Sawyer (ora in una relazione sentimentale con Juliet) che li informa dello sfasamento temporale e del fatto che adesso lui e gli altri rimasti sull'isola lavorano per il Progetto DHARMA. Anche Kate ne diviene membro assumendo il compito di meccanico.
Dopo che Sayid ha sparato al piccolo Ben, Kate gli salva la vita portandolo da Richard Alpert. Successivamente, Kate si rifiuta di assecondare il piano di Jack di far esplodere la bomba all'idrogeno e torna alla Base del Progetto DHARMA, dove viene catturata e messa nel sottomarino insieme a Sawyer e Juliet.
Lì convince i due a fuggire dal sottomarino per fermare Jack e Sayid intenti a far esplodere la bomba H sul Cigno. Così i tre rubano un mazzo di chiavi da un componente dell'equipaggio, quindi impongono al comandante del Galaga di riemergere. Tornati sull'isola, i tre si riuniscono con Jack, Jin, Sayid e Hurley. Nonostante Sawyer tenti di persuadere Jack a non usare la bomba, i suoi tentativi risultano vani. Così Kate dice a Jack che se egli crede veramente che far detonare la bomba sia la migliore cosa da fare lei lo aiuterà.
Ora sono tutti dalla stessa parte. Jack si avvicina al Cigno con la bomba, ma viene notato da Phil, arrivato come rinforzo per proteggere gli scavi; si scatena così un conflitto a fuoco tra i sopravvissuti e il Progetto DHARMA, ma James riesce a prendere in ostaggio Phil permettendo a Jack di gettare nel foro la bomba, la quale tuttavia non esplode. La sacca è però ormai perforata, e tutti gli oggetti di metallo nell'area cominciano ad essere attratti verso il foro; Juliet viene colpita e accidentalmente avvolta da una catena finendo all'interno del foro e, nonostante gli sforzi di Kate e James per salvarla, vi precipita dentro.
Tuttavia Juliet, all'ignaro degli altri, riesce a sopravvivere alla caduta, raggiungendo la bomba ancora inesplosa. Comincia così a colpirla con rabbia con le sue ultime forze, fino a farla esplodere.

### Sesta stagione

#### Sull'isola
Kate si risveglia dopo la deflagrazione della bomba insieme a Sawyer, Miles, Hurley, Jin e Jack nel 2007.
Dopo aver assistito impotente alla morte di Juliet, Kate e gli altri del gruppo si dirigono al Tempio, seguendo le indicazioni date da Jacob a Hurley.
Sawyer riesce a scappare dal Tempio durante una discussione. Kate si offre di andarlo a recuperare, accompagnata da Jin e da due Altri, i quali rivelano che Claire è ancora viva.
Ben presto anche la ragazza scappa, stordendo gli Altri e abbandonando Jin. Si riunisce con Sawyer alla Base: l'uomo sta piangendo nella casa che era stata sua e di Juliet, e si dà la colpa della morte della donna, perché è stato lui a farla rimanere sull'isola. Kate lo lascia e si incammina, decisa a ritrovare Claire
Mentre è di ritorno al Tempio, Kate incontra Jack ed Hurley diretti al Faro; Kate rifiuta di unirsi a loro e preferisce proseguire sulla sua strada alla ricerca di Claire.
Kate, tornata al Tempio, riesce ad avere un colloquio con Claire e le dice della sorte di Aaron.
Nel contempo il falso Locke, sotto le sembianze del fumo nero, entra nel Tempio e stermina chiunque si trovi sulla sua strada. Kate riesce a salvarsi scendendo nella buca in cui è prigioniera Claire.
Sulle note della ninna nanna di Claire, Kate lascia il Tempio con gli Altri, Sayid, Claire ed il falso Locke.
All'inizio apparentemente pacifica nei confronti di Kate, Claire la aggredisce rivelando tutta la sua rabbia nei confronti della ragazza che le ha portato via il suo bambino. Kate chiede aiuto a Sayid che invece resta solo a guardare. A salvarla è il falso Locke, che spiega a Claire come Kate abbia solo fatto quello che doveva. Più tardi, parla con Kate e le dice che anche lui ha avuto una madre pazza, prima di assumere la forma attuale. Tornati al campo, Claire abbraccia Kate e la perdona.

#### Nella realtà parallela
Lo scoppio della bomba ha creato una realtà alternativa nella quale il volo Oceanic 815 riesce ad atterrare senza problemi a Los Angeles nel 2004, mentre l'isola è sprofondata nell'oceano.
Kate riesce a sfuggire allo sceriffo e, fuori dall'aeroporto, dirotta un taxi, che però ha già un passeggero a bordo: Claire.
L'autista del taxi riesce a scappare ed è la fuggitiva a dover impugnare il volante. Poco dopo, fa scendere anche Claire dall'auto e si dirige verso un'officina, dove si fa togliere le manette. Mentre si cambia, trova nella borsa che ha preso a Claire tutto il necessario per accudire un bambino e una foto della ragazza incinta. Kate torna così sui suoi passi e prima accompagna Claire dalla famiglia che avrebbe dovuto adottare il bambino (ora però costituita solo dalla potenziale madre, che è stata lasciata dal marito e non vuole più adottare il piccolo), quindi all'ospedale, dopo che Claire comincia ad avere le contrazioni. Accudita da un medico, il dottor Goodspeed, Claire accetta di prendere delle medicine per ritardare il parto, ora troppo anticipato. In seguito, dopo aver sviato dei detective a caccia di Kate, dà alla ragazza la sua carta di credito e le due si salutano.
Durante una fuga verrà arrestata da Sawyer, che la condurrà nella prigione della centrale di polizia. Lì arriveranno anche Sayid e Desmond (costituitosi appositamente per incontrare i suoi due ex-compagni). I tre riusciranno a fuggire, grazie all'aiuto di Ana Lucia, prima di essere trasferiti al carcere della contea. Kate si recherà assieme a Desmond ad un concerto organizzato dalla famiglia Widmore, in cui suoneranno anche i Driveshaft; lì incontrerà Claire, che durante la serata verrà assistita nel parto proprio da Kate e Charlie, come accadde sull'isola; sarà questo evento a risvegliare nei tre i ricordi sopiti dell'esperienza nell'isola.
Successivamente sarà proprio Kate a convincere Jack ad "farsi una ragione" della propria morte, e siederà accanto a lui nel momento finale, in cui la luce brillante invaderà la chiesa.

## Capacità
Kate è una criminale dotata di grandi capacità manipolative che utilizza soprattutto sugli uomini per raggiungere i suoi scopi.
Ha ottenuto una breve formazione sulle tecniche di sopravvivenza e nell'uso delle armi da suo padre adottivo, un soldato del 75th Ranger Regiment. È in grado di seguire le tracce degli uomini e degli animali, ma non ai livelli di John Locke e Mr. Eko.
È in grado di difendersi discretamente in un combattimento corpo a corpo.

## Concezione e sviluppo del personaggio
Inizialmente, gli sceneggiatori avrebbero voluto che la protagonista della serie fosse proprio Kate, la quale avrebbe dovuto avere una famiglia sull'aereo, i cui componenti sarebbero morti durante l'incidente, ma la ABC si oppose alla decisione di far morire Jack nella prima puntata, quindi il personaggio di Kate fu cambiato radicalmente. Evangeline Lilly, tra l'altro, ha rischiato di non poter recitare nella serie, in quanto, essendo canadese, ha avuto difficoltà a trovare un visto per poter lavorare negli Stati Uniti (la serie, infatti, è stata girata alle Hawaii), quindi, nel frattempo, gli sceneggiatori hanno provinato anche altre attrici, tra cui Yunjin Kim, che poi non fu presa nel ruolo in quanto nel frattempo Evangeline Lilly era riuscita ad ottenere tutti i documenti per poter lavorare negli Stati Uniti. Tuttavia, gli sceneggiatori vollero comunque tenere l'attrice coreana nella serie, sicché scrissero appositamente per lei il personaggio di Sun.

## Episodi dedicati a Kate
| Stagione | Titolo italiano                  | Titolo originale                     | Tipo di flash    |
| -------- | -------------------------------- | ------------------------------------ | ---------------- |
| 1        | Pilota, seconda parte            | Pilot: Part 2                        | flashback        |
| 1        | Tabula rasa                      | Tabula Rasa                          | flashback        |
| 1        | Il mistero della valigetta       | Whatever the Case May Be             | flashback        |
| 1        | In fuga                          | Born to Run                          | flashback        |
| 1        | Esodo, prima parte               | Exodus: Part 1                       | flashback        |
| 2        | Storia di Kate                   | What Kate Did                        | flashback        |
| 3        | Lo voglio                        | I Do                                 | flashback        |
| 3        | Abbandonate                      | Left Behind                          | flashback        |
| 4        | Pessimi affari                   | Eggtown                              | flashforward     |
| 4        | Casa dolce casa, prima parte     | There's No Place Like Home, Part 1   | flashforward     |
| 4        | Casa dolce casa, terza parte     | There's No Place Like Home, Part 2&3 | flashforward     |
| 5        | Il piccolo principe              | The Little Prince                    | flashpresent     |
| 5        | Quel che è stato è stato         | Whatever Happened, Happened          | flashback        |
| 5        | L'incidente, prima parte         | The Incident, Part 1                 | flashback        |
| 6        | Los Angeles LA X - 1ª e 2ª parte | LA X, Parts 1 & 2                    | realtà parallela |
| 6        | Quello che fa Kate               | What Kate Does                       | realtà parallela |
| 6        | La fine                          | The End                              | realtà parallela |